# Biyang
För andra betydelser, se Biyang (olika betydelser).
Biyang är ett härad som lyder under Zhumadians stadsprefektur i Henan-provinsen i centrala Kina.